# رود یارا
 رود یارا، رودی است به خلیج پورت فلیپ می‌ریزد. این رود از کشور استرالیا می‌گذرد.